# Заяц Коська и родничок
«Заяц Коська и родничок» — советский рисованный мультфильм 1974 года, поставленный режиссёром Юрием Прытковым на киностудии «Союзмультфильм» по одноимённой сказке Николая Грибачёва о круговороте воды в природе.

## Сюжет
Живёт в лесу любопытный заяц Коська. Целыми днями бегает он по лесу, всё разузнать хочет. И натыкается на родничок, бьющий из-под земли. Коська: «Ты откуда? Твой дом под землёй? А что ты собираешься делать?» Родничок: «Да вот хочу посмотреть, что там далеко и совсем далеко-далеко». И побежал заяц Коська наперегонки с родничком. Бежал-бежал, пока родничок не слился с речкой, а затем — с рекой. А родничок испарился и стал облачком. Полетело облачко и пролилось дождиком, вода просочилась под землю, и снова побежал родничок далеко-далеко. А зимой родничок вернулся и просы́пался на землю белым снегом.

## Создатели
| Автор сценария             | Николай Грибачёв |
| Режиссёр                   | Юрий Прытков |
| Художник-постановщик       | Татьяна Сазонова |
| Композитор                 | Евгений Птичкин |
| Оператор                   | Михаил Друян |
| Звукооператор              | Борис Фильчиков |
| Монтажница                 | Галина Смирнова |
| Ассистенты:                | Галина Андреева, Аркадий Шер                                                                                             |
| Художники-мультипликаторы: | Рената Миренкова, Леонид Каюков, Марина Рогова, Иван Давыдов, Виолетта Колесникова, Игорь Подгорский, Наталия Барковская |
| Роли озвучивали:           | Мария Виноградова — заяц Коська, Пётр Вишняков — читает текст, Лидия Катаева, Александра Бабаева, Тамара Дмитриева       |
| Художники:                 | Лидия Модель, Елена Танненберг                                                                                           |
| Редактор                   | Аркадий Снесарев |
| Директор картины           | Любовь Бутырина |

## Издания
В 1990-е годы на аудиокассетах изданием Twic Lyrec была выпущена аудиосказка по одноимённому мультфильму с текстом Александра Пожарова.

## Переиздания на DVD
- Мультфильм выпускался на DVD в сборнике мультфильмов «Зайчишка — плутишка», «Союзмультфильм», дистрибьютор — «Союз»[1].